# Bridgeport (Nebraska)
'Bridgeport – miasto w Stanach Zjednoczonych, w stanie Nebraska, w hrabstwie DeKalb.